# Stuckisme

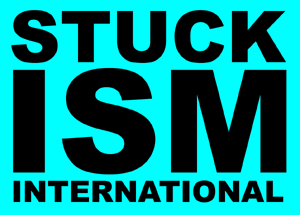
Logo du site Stuckism International
(stuckism.com)

Le stuckisme est un mouvement artistique international fondé en 1999 par Billy Childish et Charles Thomson. Il prône une peinture figurative en réaction à l'art conceptuel, et particulièrement à celui du courant des Young British Artists (également appelé « Brit Art ») soutenus par le mécène Charles Saatchi. Le mouvement du stuckisme, qui réunissait à l'origine treize artistes, s'est depuis étendu, et compte en 2010 plus de 207 groupements d'artistes répartis en différents points du globe. Billy Childish a quitté le mouvement en 2001.
Depuis leurs débuts, les stuckistes ont mis sur pied de nombreuses interventions artistiques mais ils ont réellement commencé à attirer l'attention sur eux en organisant des manifestations et en faisant de l'agitprop auprès des médias, notamment à l'extérieur du musée londonien Tate Britain contre le prix Turner, parfois déguisés en clowns, afin de tourner en dérision ce type d'institution. Après avoir exposé principalement dans des petites galeries du quartier de Shoreditch, à Londres, ils ont fait pour la première fois leur entrée dans une exposition temporaire d'un grand musée public en 2004, à la Walker Art Gallery, dans le cadre de la biennale de Liverpool. 
Les campagnes d'agitprop des stuckistes passent aussi par les voies officielles : ainsi, ils se sont présentés aux élections du parlement britannique, ils ont intenté une action contre Charles Saatchi auprès de l'Office of Fair Trading, l'organisme britannique chargé de veiller au respect du droit de la concurrence, considérant que Saatchi jouissait d'un pouvoir déloyal dans le monde de l'art, et ils ont, en vertu de la loi sur la liberté de l'information promulguée en 2000 au Royaume-Uni (Freedom of Information Act 2000), obligé la Tate Gallery à divulguer publiquement des informations relatives à l'achat d'une œuvre de l'artiste britannique Chris Ofili, The Upper Room, pour une somme exorbitante, action qui fut à l'origine d'un scandale dans la presse britannique, dans la mesure où Chris Ofili était alors membre du conseil des curateurs du musée concerné.

## Origine du nom du mouvement
Le terme « stuckism » est un néologisme inventé par Charles Thomson en réaction à une réflexion faite par l'artiste Tracey Emin à Billy Childish, qui était alors son compagnon. Le mot « stuck » est, en anglais, le participe passé du verbe « to stick » qui, dans ce contexte, signifie « bloqué », « coincé ». Childish en a fait un poème :
| Your paintings are stuck, | Tes tableaux sont bloqués, |
| you are stuck!            | tu es bloqué !             |
| Stuck! Stuck! Stuck!      | Bloqué ! Bloqué !          |

## Origine du mouvement
La plupart des treize membres fondateurs du stuckisme travaillaient déjà en collaboration depuis une vingtaine d'années pour certains d'entre eux, notamment depuis la formation de la mouvance littéraire des Medway Poets en 1979, à laquelle appartenaient Bill Lewis et Sexton Ming, qui allaient par la suite devenir des stuckistes. 
Les autres membres du premier groupe de stuckistes fondé en 1999 étaient : Philip Absolon, Frances Castle, Sheila Clark, Eamon Everall, Ella Guru (maintenant mariée à Sexton Ming), Wolf Howard, Sanchia Lewis (sans relation avec Bill Lewis), Joe Machine et Charles Williams.

## Manifestes

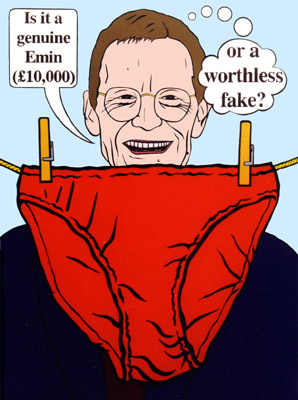
Charles Thomson. Nicholas Serota fait une décision d'acquisitions. (Serota est le directeur de la Tate Gallery).

En 1999, les stuckistes se définissent par le biais d'un manifeste rédigé par Bill Childish et Charles Thomson. Ils y exposent l'importance qu'ils accordent à la valeur de la peinture en tant que moyen de se découvrir soi-même, de communiquer et d'exprimer des émotions et des expériences, contre ce qu'ils considèrent comme la superficialité, l'égocentrisme et le cynisme de l'art conceptuel et du postmodernisme.

La phrase la plus controversée de ce manifeste est la suivante : 

« Les artistes qui ne peignent pas ne sont pas des artistes. »

En 2000, dans un deuxième manifeste, les stuckistes déclarent qu'ils visent à remplacer le postmodernisme par le remodernisme, un mouvement qui met l'accent sur un renouveau des valeurs spirituelles (et non religieuses) dans l'art, la culture et la société.
Parmi les autres manifestes des stuckistes, on peut citer « Une lettre ouverte à Sir Nicholas Serota » (qui y a accordé une brève réponse), « Le Prix Turner », « La décrépitude de la critique », et « Handy Hints » (« Conseils pratiques »).

## Activités et actions

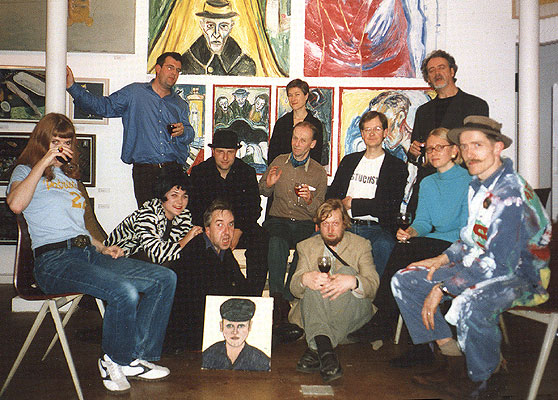
Les stuckistes, 2000.

Le premier groupe de stuckistes a été cofondé en janvier 1999 par Billy Childish et Charles Thomson, initiateurs du mouvement, en collaboration avec dix autres artistes (Sanchia Lewis est devenue le treizième membre du groupe en septembre, au moment du premier événement organisé par le groupe).
C'est l'artiste Ella Guru, qui fait partie des membres fondateurs du mouvement, qui a lancé le site Web des stuckistes.
Les stuckistes ont été mentionnés dans les médias pour la première fois en juillet 1999, dans un article du quotidien britannique The Evening Standard. Rapidement, d'autres articles ont suivi dans divers journaux, notamment grâce à l'intérêt que la presse portait à l'époque à l'artiste Tracey Emin, qui avait alors été nommée pour le Prix Turner. Depuis lors, leur présence dans les médias n'a pas cessé de croître.
Les stuckistes ont organisé de nombreuses expositions de leurs œuvres, la toute première, intitulée Stuck! Stuck! Stuck!, ayant eu lieu en septembre 1999 à la Gallery 108 de Joe Crompton (aujourd'hui disparue) dans le quartier de Shoreditch à Londres. En 2000, ils ont attiré l'attention des médias en organisant The Real Turner Prize Show en même temps que la version officielle du Prix Turner de la Tate Gallery. 
Charles Thomson s'est ensuite présenté comme candidat du parti stuckiste lors des élections générales de juin 2001 en Grande Bretagne, dans la circonscription de Islington South, contre Chris Smith, qui était alors Secrétaire d'État chargé de la culture au Royaume-Uni. Thomson a obtenu 108 voix, soit 0,4 % des suffrages exprimés.

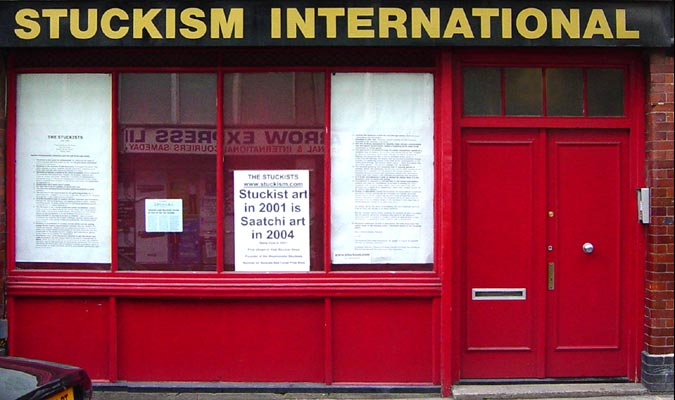
Stuckism International Centre and Gallery, 2004.

De 2002 à 2005, Charles Thomson s'est occupé du Stuckism International Centre and Gallery, implanté à Londres dans le quartier de Shoreditch. En 2003, sous le titre A Dead Shark Isn't Art (Un requin mort, ce n'est pas de l'art), la galerie a exposé un requin qui avait été exposé pour la première fois au public en 1989 (deux ans avant celui de Damien Hirst) par Eddie Saunders dans sa quincaillerie de Shoreditch, JD Electrical Supplies. Les stuckistes ont avancé que Hirst aurait pu voir ce requin à l'époque, et copier l'idée, et que, par conséquent, le véritable artiste pionnier était Eddie Saunders.
En décembre 2003, un groupe de photographes travaillant dans la lignée du stuckisme (Stuckism Photography) a été fondé par Larry Dunstan et Andy Bullock.
En 2004, les stuckistes ont intenté une action contre Charles Saatchi auprès de l'Office of Fair Trading, l'organisme britannique chargé de veiller au respect du droit de la concurrence, considérant que Saatchi jouissait d'un pouvoir de monopole de fait dans le monde de l'art. Leur plainte n'a pas été jugée recevable.
En 2005, les stuckistes ont voulu faire une donation de 175 peintures à la Tate Gallery, qui l'a refusée. 
En août 2005, les stuckistes ont été à l'origine d'une grande controverse au Royaume-Uni, concernant l'achat par la Tate Gallery de l'œuvre de l'un de ses curateurs, The Upper Room de Chris Ofili, pour la somme de 705 000 £.

### Théorie
Selon la définition de ses auteurs, le stuckisme s'est construit contre le conceptualisme et le culte de l'artiste star. Il recherche l'authenticité, en mélangeant l'action & l'émotion, la pensée et l'émotion. L'objectif principal du stuckisme était de créer, généralement en peinture, des formes émotionnellement fortes pouvant exister dans ou en dehors des musées (« l'art qui éprouve le besoin d'être dans une galerie pour être de l'art n'est pas de l'art » ). 
Ce mouvement a été créé par de jeunes artistes fraîchement sortis d'école d'Art où l'art conceptuel était dominant et il s'est clairement construit en opposition à ce dernier (« Si la volonté du “conceptualisme” est d'être toujours intelligent, alors il est du devoir du stuckist d'avoir toujours tort ») et à la marchandisation de l'éducation artistique et de l'art en général (« plutôt que de favoriser les progrès de l'expression personnelle au travers du procédé artistique approprié et ainsi enrichir la société, l'école d'art est devenue une bureaucratie rusée, dont la première motivation est financière »).

### Manifestations
Les stuckistes ont beaucoup fait parler d'eux dans les médias britanniques pendant les cinq années (2000-2004) au cours desquelles ils ont organisé des manifestations de protestation contre le Prix Turner aux abords du musée Tate Britain, parfois déguisés en clowns, afin de tourner en dérision cette institution. En 2001, ils ont manifesté à Trafalgar Square lors de l'inauguration du Monument de Rachel Whiteread. 

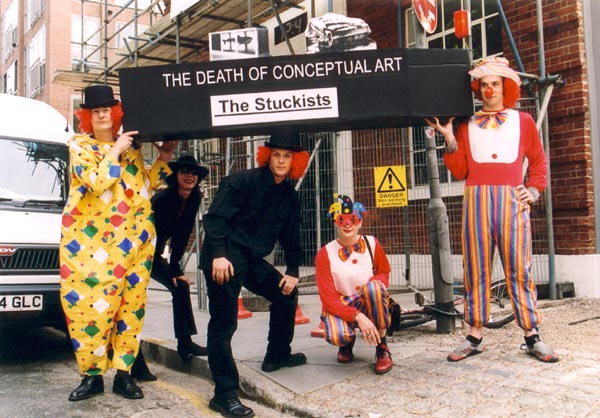
La Mort de l'art conceptuel, 2002.

En 2002, ils ont porté un cercueil sur lequel était écrit The Death of Conceptual Art (La mort de l'art conceptuel) jusqu'à la galerie White Cube. En 2004, à l'extérieur du vernissage de l'exposition The Triumph of Painting à la Galerie Saatchi, on les a vus portant des chapeaux hauts-de-forme surmontés du portrait de Charles Saatchi, et arborer des pancartes clamant que Saatchi avait plagié leurs idées. En 2005, ils ont manifesté aux abords du prix Turner, en vue de protester contre l'achat de l'œuvre The Upper Room de Chris Ofili par la Tate Gallery.
Parmi les actions ayant eu lieu à l'extérieur de la Grande Bretagne, on peut citer The Clown Trial of President Bush (Le Procès clownesque du Président Bush) qui a eu lieu en 2003 à New Haven (Connecticut), en guise de protestation contre la guerre en Irak. Michael Dickinson a exposé des collages politiques et satiriques en Turquie.

### The Stuckists Punk Victorian

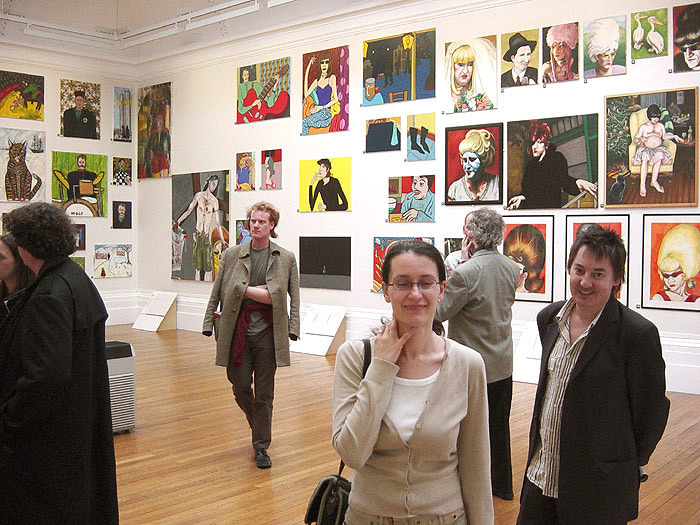
The Stuckists Punk Victorian, Walker Art Gallery, Liverpool, 2004.

The Stuckists Punk Victorian est le titre de la première exposition d'art stuckiste organisée dans des musées publics, à savoir la Walker Art Gallery et la Lady Lever Art Gallery, dans le cadre de la biennale de Liverpool de 2004. Cette exposition rassemblait plus de 250 peintures réalisées par 37 artistes, principalement britanniques, bien qu'étaient aussi présents des artistes stuckistes américains, allemands et australiens. Il y eut en outre parallèlement une exposition de photographies stuckistes. Un livre, The Stuckists Punk Victorian, a été publié par les musées nationaux de Liverpool à l'occasion de cette exposition.

### Colloque international
Un colloque international sur le stuckisme est prévu en octobre 2006 à l'Université John Moores de Liverpool, pendant la biennale de Liverpool. Ce colloque sera chapeauté par l'artiste Naive John, fondateur du groupe des stuckistes de Liverpool. Il y aura parallèlement une exposition à la galerie de l'Université John Moores (68 Hope Gallery de la Liverpool School of Art and Design).

## Internationalisation du mouvement
Le stuckisme est devenu un mouvement international qui comptait, en mai 2010, 207 groupes (affiliés mais indépendants) répartis dans 48 pays. Le stuckisme constitue vraisemblablement le premier mouvement artistique d'importance à s'être développé par le biais de l'Internet.

### Australie
Le premier groupe de stuckistes non-britannique est fondé en Australie, à Melbourne, en octobre 2000 par Regan Tamanui. Parmi les autres stuckistes australiens, on peut citer Godfrey Blow.

### États-Unis d'Amérique
Le premier groupe de stuckistes américain, qui fut aussi le deuxième autre que britannique, est fondé à Pittsburgh en 2000, par Susan Constance. En 2006, il existait en tout 21 groupes de stuckistes aux États-Unis. Parmi les artistes se réclamant de ce mouvement, on peut citer Jeffrey Scott Holland, Tony Juliano, Frank Kozik, Terry Marks et Jesse Richards.

### Europe
La majeure partie des artistes stuckistes sont originaires du Royaume-Uni où, en 2006, il existait 63 groupes. Parmi les stuckistes britanniques, on peut citer Paul Harvey, Naive John, Jane Kelly, Emily Mann, Peter McArdle, Peter Murphy, Guy Denning, John Bourne, Mandy McCartin et Mark D.
Ailleurs en Europe, parmi les stuckistes notoires, on peut citer Peter Klint, Mary von Stockhausen, Andreas Torneberg et Frank Christopher Schroeder en Allemagne, Odysseus Yakoumakis en Grèce et Michael Dickinson en Turquie.

#### France
Elsa Dax, représentante du mouvement stuckiste à Paris, a organisé deux expositions au musée Adzak (Paris 14e) en 2001 puis en 2005. Elle vit à Londres depuis 1996 et a rencontré Charles Thomson en 1999 au fameux Arts Club. Inspirée par la mythologie grecque et mythologie romaine, elle a aussi créé un jeu de tarot, nommé le tarot de la Montagne Noire, Pays cathares. De plus, elle a illustré un conte bilingue pour enfant : Leila, la reine des chats sauvages dont l'écrivain est Françoise Dax-Boyer.

### La nouvelle génération
Un groupe d'étudiants « pro-stuckistes » (Students for Stuckism) a été fondé en 2000 par des étudiants de l'école d'art londonienne Camberwell College of Arts : ils ont organisé leur propre exposition. Par ailleurs, un groupe de « stuckistes mineurs » (Underage Stuckists), qui a rédigé son propre manifeste à destination des adolescents, a été fondé en 2006 par deux jeunes artistes âgées de 16 ans, Liv Soul et Rebekah Maybury.

## Ex-stuckistes
Le cofondateur du mouvement, Billy Childish, a quitté le groupe en 2001, mais il a déclaré qu'il demeurait attaché à ses principes.
Stella Vine, une artiste qui fut mise en avant par Charles Saatchi en 2004, avait fait ses premières expositions avec les stuckistes en 2001. Elle a toutefois rejeté le groupe quelques mois plus tard, et a depuis fait preuve d'une hostilité considérable à l'égard du mouvement.

## Critiques

### Mouvement anti-stuckiste
En 1999, deux performeurs, Yuan Chai et Jian Jun Xi (en), ont réalisé une intervention artistique non autorisée : ils ont sauté sur une installation de Tracey Emin, intitulée My Bed et se composant du lit défait de l'artiste, dans le cadre de l'exposition du prix Turner à la Tate Gallery de Londres. Entre autres choses, Chai avait écrit dans son dos les mots « Anti Stuckism ».

### Autres
Le réalisateur Andrew Kotting a publié un manifeste dans lequel il déclare : « Il faut que l'œuvre soit de conception anti-stuckiste, véritablement post-moderne, inopinée et impromptue. » Le groupe des surréalistes de Londres a, lui aussi, publié un manifeste qui dénonce le stuckisme.
Entre autres personnes ouvertement opposées au mouvement du stuckisme au Royaume-Uni, on peut citer David Lee, Brian Sewell, Tracey Emin, Paul Myners (président du conseil des curateurs de la Tate Gallery), Louisa Buck et Adrian Searle.
D'autres se sont en revanche exprimés en faveur du mouvement : Gavin Turk, Matthew Collings, Edward Lucie-Smith et Nicholas Serota, par exemple.

## Expositions collectives
Allemagne
- 2000 Stuckism in Germany
- 2000 Stuck in Freiburg
- 2000 Stuck in Köln
- 2004 Stuckists in the Walker—Stuckists in Lewenhagen
- 2006 Stuckomenta I in Hamburg
- 2006 Stuckomenta II in Lewenhagen
- 2007 Stuckomenta III in Munich

Australie
- 2000 The Real Turner Prize Show
- 2002 Stuck Down South

États-Unis
- 2002 Stuckist Paintings at the Fringe
- 2001 Touring Show
- 2002 We Just Wanna Show Some F****n' Paintings
- 2003 War on Bush
- 2004 The Stuckists Punk Victorian In the Toilet
- 2005 Addressing the Shadow and Making Friends with Wild Dogs: Remodernism

France
- 2001 First Stuckist Show in Paris, Musée d'Adzak
- 2005 Les Stuckistes à Paris, Musée d'Adzac

Grèce
- 2007 Under the Cover of Romantic Anonymity[26]

Iran
- 2010 Tehran Stuckists: Searching for the Unlimited Potentials of Figurative Painting[27]

Royaume-Uni
- 1999 Stuck! Stuck! Stuck!

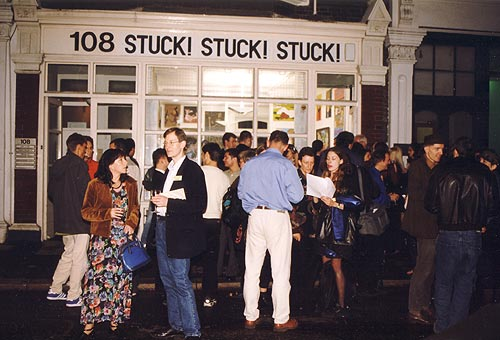
Stuck! Stuck! Stuck!, 1999.

- 2000 The First Art Show Of the New Millennium
- 2000 The Resignation of Sir Nicholas Serota
- 2000 Students for Stuckism: A Remodernist Painting Show and Talk
- 2000 Stuck!
- 2000 The Real Turner Prize Show
- 2001 The Stuckists: The First Remodernist Art Group
- 2001 The Oxford Stuckists First Exhibition
- 2001 Vote Stuckist
- 2001 Stuck in Worthing
- 2002 Stuck Up North!
- 2002 The First Stuckist International
- 2003 The Stuckists Summer Show
- 2003 Stuck in Worthing, Again
- 2003 Stuck in Wednesbury
- 2003 War on Blair
- 2004 Members Only: the Artist Group in Contemporary Japan and Britain
- 2004 Stuckist Classics
- 2004 The Stuckists Punk Victorian
- 2004 "Stigmata" or "Censorious": The Stuckists Punk Victorian
- 2004 Stuck in the Country
- 2004 Stuckist Punk Victorian Lite If You Can't Be Bothered to Go to Liverpool
- 2004 More of the Welsh Bit of the Stuckists Punk Victorian
- 2005 Painting Is the Medium of Yesterday A Show of Paintings by the Stuckists, as Refused by the Tate Gallery. Guaranteed 100% Free of Elephant Dung.''
- 2006 The Triumph of Stuckism
- 2006 The Stuckists Go West Spectrum Gallery, Londres

## Galerie

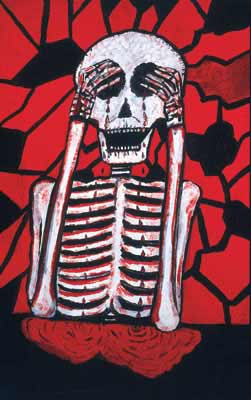
Philip Absolon, Breakdown.
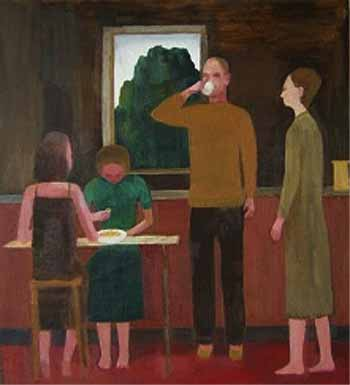
John Bourne, Epsom Kitchen.
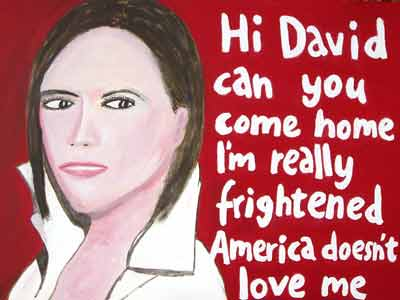
Mark D, Victoria Beckham: America Doesn't Love Me.
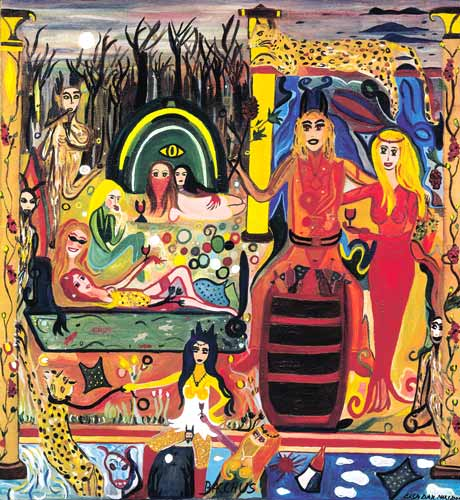
Elsa Dax, Bacchus.
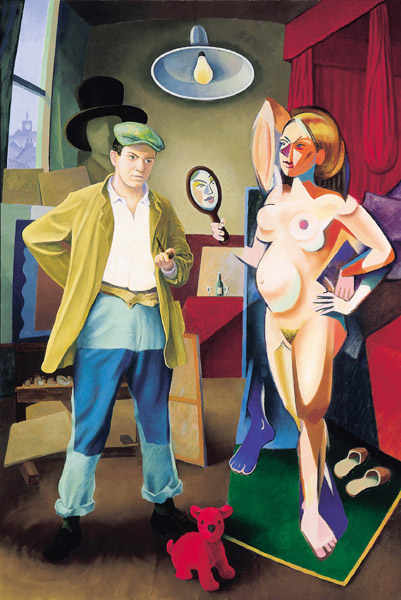
Eamon Everall, The Marriage.
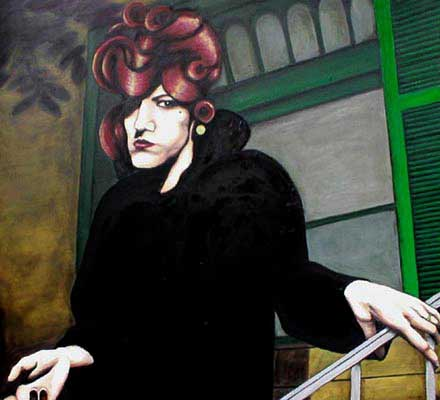
Ella Guru, Goodbye Columbus.

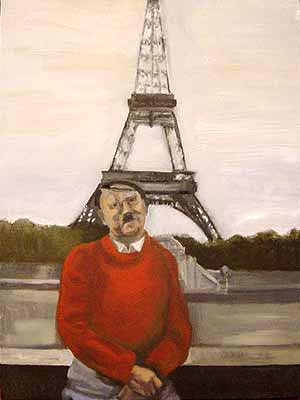
Jane Kelly, If We Could Undo Psychosis 1.
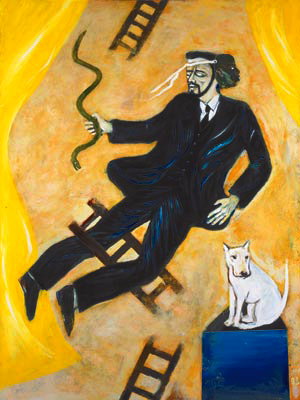
Bill Lewis, The Laughter of Small White Dogs.
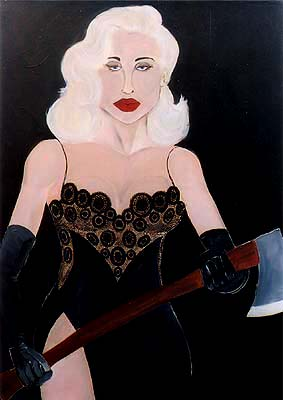
Joe Machine, Diana Dors with an Axe.
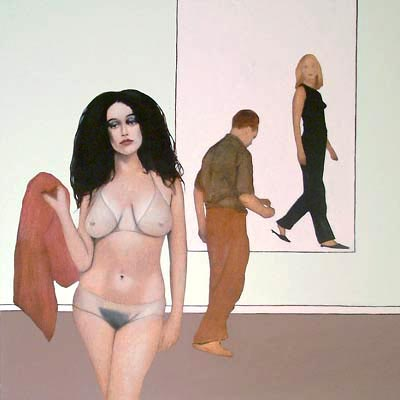
Peter McArdle, Artist and Model.
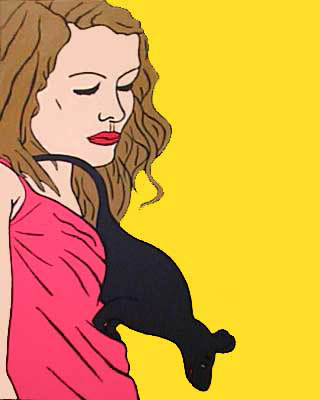
Charles Thomson, A Single Woman in London Is Never more than Six Inches from the Nearest Rat.

### Ouvrages de référence
- The Stuckists, Ed. Katherine Evans, Victoria Press, 2000  (ISBN 0-907165-27-3)
- The Stuckists Punk Victorian, Ed. Frank Milner, National Museums Liverpool, 2004  (ISBN 1-902700-27-9)
- Stuckism International: The Stuckist Decade 1999 - 2009, Robert Janás, Victoria Press, 2009  (ISBN 0-907165-28-1)